# Division 1 (Bélgica) 1980-81
La Primera División de Bélgica 1980/81 fue la 78.ª temporada de la máxima competición futbolística en Bélgica.

## Tabla de posiciones
| Pos | Equipo            | PJ | PG | PE | PP | GF | GC | Pts | DG  | Notas                                                |
| --- | ----------------- | -- | -- | -- | -- | -- | -- | --- | --- | ---------------------------------------------------- |
| 1   | RSC Anderlechtois | 34 | 26 | 5  | 3  | 83 | 24 | 57  | +59 | Clasificado a la Copa de Campeones de Europa 1981-82 |
| 2   | Lokeren           | 34 | 20 | 6  | 8  | 74 | 36 | 46  | +38 | Clasificado a la Copa de la UEFA 1981-82             |
| 3   | Standard Liège    | 34 | 18 | 6  | 10 | 65 | 45 | 42  | +20 | Clasificado a la Recopa de Europa 1981-82            |
| 4   | Beveren           | 34 | 16 | 9  | 9  | 48 | 31 | 41  | +17 | Clasificado a la Copa de la UEFA 1981-82             |
| 5   | FC Winterslag     | 34 | 16 | 6  | 12 | 46 | 43 | 38  | +3  | Clasificado a la Copa de la UEFA 1981-82             |
| 6   | Club Brugge       | 34 | 16 | 5  | 13 | 74 | 56 | 37  | +18 | Clasificado a la Copa de la UEFA 1981-82             |
| 7   | R.W.D. Molenbeek  | 34 | 14 | 7  | 13 | 49 | 50 | 35  | -1  |                                                      |
| 8   | Lierse            | 34 | 12 | 11 | 11 | 58 | 49 | 35  | +9  |                                                      |
| 9   | Royal Antwerp     | 34 | 11 | 11 | 12 | 42 | 53 | 33  | -11 |                                                      |
| 10  | Gent              | 34 | 12 | 8  | 14 | 49 | 49 | 32  | 0   |                                                      |
| 11  | Waregem           | 34 | 11 | 10 | 13 | 40 | 47 | 32  | -7  |                                                      |
| 12  | RFC Liégeois      | 34 | 11 | 9  | 14 | 53 | 44 | 31  | -9  |                                                      |
| 13  | K.V. Kortrijk     | 34 | 11 | 8  | 15 | 42 | 55 | 30  | -7  |                                                      |
| 14  | Cercle Brugge     | 34 | 11 | 7  | 16 | 51 | 68 | 29  | -17 |                                                      |
| 15  | K Beerschot VAV   | 34 | 10 | 6  | 18 | 42 | 55 | 26  | -13 | Descenso a la Division II*                           |
| 16  | Waterschei Thor   | 34 | 10 | 5  | 19 | 54 | 77 | 25  | -23 |                                                      |
| 17  | Beringen          | 34 | 8  | 8  | 18 | 35 | 62 | 24  | -27 |                                                      |
| 18  | K. Berchem Sport  | 34 | 5  | 9  | 20 | 29 | 90 | 19  | -61 | Descenso a la Division II                            |

PJ = Partidos jugados; PG = Partidos ganados; PE = Partidos empatados; PP = Partidos perdidos; GF = Goles a favor; GC = Goles en contra; Pts = Puntos; DG = Diferencia de goles
* Beerschot desciende a la División II a causa de fraude.